# Чишми (село)
Чишми́ (рос. Чишмы, башк. Шишмә) — село у складі Чишминського району Башкортостану, Росія. Адміністративний центр Чишминської сільської ради.
Населення — 1806 осіб (2010; 1740 в 2002).
Національний склад:
- башкири — 49 %
- татари — 41 %